# Sporichthyales
Sporichthyales es un orden de bacterias grampositivas de la clase Actinomycetes. Se describió en el año 2010.Son bacterias aerobias y de movilidad variable. Se encuentra en suelos y sedimentos acuáticos. 

## Taxonomía
Actualmente contiene una sola familia (Sporichthyaceae) y dos géneros:
- Longivirga
- Sporichthya